# Gemeinderatswahl in St. Pölten 1921
Die Gemeinderatswahl 1921 fand am 24. April 1921 statt und war die zweite Gemeinderatswahl in St. Pölten nach Kriegsende. Die Sozialdemokratische Arbeiterpartei Deutschösterreichs gewann abermals die Wahl und erreichte die absolute Mehrheit.

## Ausgangslage
Gemeinsam mit der Wahl in St. Pölten fand die Landtagswahl in Niederösterreich sowie die Wahlen für die Gemeindevertretungen in 223 weiteren Gemeinden statt, das entsprechende Gesetz wurde am 9. März des Jahres bekanntgegeben. Im heutigen Stadtgebiet wurden die Gemeinderäte der damals eigenständigen Gemeinden Radlberg, Spratzern, Stattersdorf und Viehofen gewählt.

### Wahlwerbende Parteien und Wahlverlauf
Bei den Wahlen traten die Sozialdemokratische Arbeiterpartei Deutschösterreichs (SDAPDÖ) unter Hubert Schnofl, die Christlichsoziale Partei (CS) unter Johann Wohlmeyer, die Großdeutsche Volkspartei (GDVP, 1919: DVP) unter Anton Schilling, die Deutsche Nationalsozialistische Arbeiterpartei (DNAP) unter August Teltscher sowie erstmals die Kommunistische Partei Österreichs (KPÖ) an.

## Wahlergebnis
Bei der Wahl vom 24. April 1921 konnte die SDAPDÖ trotz leichter Verluste die meisten Stimmen auf sich vereinen und die absolute Mehrheit erringen.
|                    | Ergebnisse 1921 | Ergebnisse 1921 | Ergebnisse 1921 | Ergebnisse 1919  | Ergebnisse 1919  | Ergebnisse 1919  | Differenzen      | Differenzen      | Differenzen      |
| ------------------ | --------------- | --------------- | --------------- | ---------------- | ---------------- | ---------------- | ---------------- | ---------------- | ---------------- |
| Stimmen            | %               | Mand.           | Stimmen         | %                | Mand.            | Stimmen          | %                | Mand.            |                  |
| Wahlberechtigte    | ~ 14.000        |                 |                 | 12.720           |                  |                  |                  |                  |                  |
| Abgegebene Stimmen | 12.347          | ~ 88,2 %        |                 | 9.234            | 72,6 %           |                  | + 3.113          | + ~15,6 %        |                  |
| ungültige Stimmen  | 156             | ~ 1,1 %         |                 |                  |                  |                  |                  |                  |                  |
| gültige Stimmen    | 12.191          | 98,7 %          |                 | 9.234            |                  |                  | + 2.957          |                  |                  |
| Partei             |                 |                 |                 |                  |                  |                  |                  |                  |                  |
| SDAPDÖ             | 7.367           | 60,4 %          | 26              | 5.608            | 60,7 %           | 26               | + 1.759          | - 0,3 %          | ± 0              |
| CS                 | 2.900           | 23,8 %          | 10              | 1.990            | 21,6 %           | 9                | + 910            | + 2,2 %          | + 1              |
| GDVP (1919: DVP)   | 1.154           | 9,5 %           | 4               | 1.181            | 12,8 %           | 5                | - 27             | -3,3 %           | - 1              |
| DNAP               | 590             | 4,8 %           | 2               | 455              | 4,9 %            | 2                | + 135            | -0,1 %           | ± 0              |
| KPÖ                | 180             | 1,5 %           | 0               | nicht kandidiert | nicht kandidiert | nicht kandidiert | nicht kandidiert | nicht kandidiert | nicht kandidiert |
| Gesamt             | 12.191          | 100,0 %         | 42              | 9.234            | 100,0 %          | 42               | + 2.957          | ± 0              | ± 0              |

## Auswirkungen
- SDAP: 26
- GDVP: 4
- DNAP: 2
- CS: 10

Der neu gewählte Gemeinderat traf sich am 18. Mai 1921 zu seiner konstituierenden Sitzung. Dabei wurde Hubert Schnofl  mit 37 der 42 Stimmen zum Bürgermeister gewählt. Zum ersten Vizebürgermeister wurde Franz Peer (SDAPDÖ), zum zweiten Vizebürgermeister Johann Wohlmeyer (CS) gewählt.